# Sciencing
Sciencing is het derde album van de Belgische rockband Millionaire. Het werd uitgebracht in 2017. Het album kwam op de hoogste positie binnen in de Ultratop 200 Albums.

## Achtergrond
Na de release van Paradisiac (2005) bracht Millionaire meer dan tien jaar lang geen album uit. In die periode kreeg frontman Tim Vanhamel regelmatig de vraag of de groep nog eens zou samenkomen. In 2016 verbleef Vanhamel gedurende twee maanden in Santa Teresa (Costa Rica) om aan het derde album van de groep te werken. In mei 2017 werd Sciencing uitgebracht door Unday Records.